# المعجم فی معاییر اشعار العجم
اَلمُعْجَم فی مَعاییرِ أشعارِ العَجَم «مطالب روشن و منظم دربارهٔ قوانین اشعار فارسی»، کتابی است به فارسی نوشتهٔ شمس قیس رازی در سدهٔ ۷ ق که به علم عروض، قافیه و نقد شعر می‌پردازد. این کتاب سال‌ها مرجعی معتبر برای اهل ادب بود و هنوز نیز ارزش ادبیِ خود را تا حد زیادی حفظ کرده‌است.
این اثر پس از سال ۶۳۰ ق نگاشته شده‌است. این کتاب را اهل فن غالباً و به‌اختصار با عنوان المعجم می‌شناسند. شمس قیس، المعجم را به نام شاهزاده ابوبکر بن سعد بن زنگی نگاشته‌است.
پس از دیباچه و شرح نحوهٔ شکل‌گیری کتاب، در قسم اول به فن عروض، در قسم دوم به علم قافیه و نقد شعر، و در خاتمهٔ کتاب به لوازم شاعری و نقد شعر و انواع سرقات ادبی اشاره شده‌است. بخش عروض المعجم قدیمی‌ترین و جامع‌ترین منبع باقی‌ماندهٔ عروض فارسی است. بخش صناعات المعجم عمدتاً برگرفته از کتاب حدائق السحر فی دقائق الشعر اثر رشیدالدین وطواط است و حدائق السحر هم برگرفته از ترجمان‌البلاغه محمد بن عمر رادویانی است؛ اما احتمالاً شمس قیس ترجمان‌البلاغه را در اختیار نداشته و در مواجهه با حدائق‌السحر اصلاحاتی ایجاد کرده؛ مثلاً ترتیب صنایع را تغییر داده و نام برخی را عوض کرده‌است. همچین، از شاعرانی که پس از رشید وطواط بوده‌اند یا او عامدانه از آن‌ها نامی نیاورده، شاهد آورده‌است.
اهمیت این اثر در این است که در داوری‌هایش نسبت به درست و نادرستِ زبان و ادبیات، کاربرد رسمیِ اهل زبان و شاعران را معیار می‌داند (نه گفته‌های مکرر ادبیات عرب یا موارد دیگر) و همچنین در داوری شعرها انصاف و بی‌طرفی ورزیده‌است، به‌طوری که هرچند خاقانی و انوری و… را می‌ستاید، در بخش عیوب شعر از آن‌ها مثال می‌آورَد.
زبان و سبک کتاب در مقدمه به نثر فنی است؛ اما متن آن به سبک مرسل فصیح و در چند جا، به اقتضای موضوع، شاعرانه است؛ در سطح لغوی دارای کلمات فارسی نادر و به لحاظ نحوی سنجیده و موجز است. این کتاب را محمدتقی مدرس رضوی در سال ۱۳۳۸ در انتشارات دانشگاه تهران چاپ کرد و پس از آن سیروس شمیسا با مقابلهٔ نسخهٔ خطی تازه آن را در سال ۱۳۸۸ منتشر کرد.